# Spalangiidae
Spalangiidae (лат.) — семейство паразитических наездников из надсемейства Chalcidoidea отряда перепончатокрылые насекомые. До 2022 года в статусе подсемейства Spalangiinae из семейства Pteromalidae. Встречаются всесветно. Более 60 видов.

## Описание
Длина 1—4 мм. Паразиты двукрылых насекомых, главным образом мух из семейств Muscidae, Calliphoridae, Sarcophagidae и Tephritidae. Развиваются как одиночные эктопаразитоиды на куколках хозяев внутри их пупариев. Вид Spalangia crassicornis паразитоид мирмекофильных двукрылых, ассоциированных с муравьями. Тело одноцветное, буровато-чёрное, дорсовентрално сплющенное с вытянутой вперёд головой. Жвалы двузубчатые. Усики 10-сегментные с семью члениками жгутика, без колечек, булава 3-члениковая или слитная. Усиковые ямки расположены на лицевых лопастях (выступают ниже уровня клипеуса) и касаются нижнего края головы.

## Систематика
В 2022 году в ходе реклассификации птеромалид это крупнейшее семейство хальцидоидных наездников было разделено на 24 семейства и подсемейство Spalangiinae выделено в отдельное семейство Spalangiidae с включением в него Erotolepsiinae.
Подсемейство Spalangiinae включает 2 рода и более 60 видов. Эта группа была впервые выделена в 1833 году ирландским энтомологом Александром Генри Халидеем (Alexander Henry Haliday). Подсемейство Spalangiinae наряду с Cleonyminae, Cerocephalinae и Herbertinae рассматривалось одной из анцестральных ветвей в составе семейства Pteromalidae.
- Spalangiinae — 2 рода
  - Playaspalangia Yoshimoto, 1976[8]
    - Playaspalangia rothi  Yoshimoto, 1976 — Мексика

  - Spalangia  Latreille, 1805
- Erotolepsiinae — 4 рода
  - Balrogia Hedqvist 1977 — Бразилия
  - Erotolepsia Howard, 1894 — на некоторых островах Карибского бассейна
  - Eunotopsia Bouček, 1988 — Австралия
  - Papuopsia Bouček, 1988 — Новая Гвинея